# Concourse Tunnel
De Concourse Tunnel is een metrotunnel van de metro van New York. De tunnel ligt onder de Harlem River ongeveer ten hoogte van West 157th Street in Manhattan, ten noorden van de Macombs Dam Bridge en in het verlengde van East 161st Street in The Bronx.
De metrolijnen B en D maken gebruik van de tunnel die een onderdeel is van het traject van de Concourse Line, en die ten westen van het metrostation 155th Street door de passage onder de Harlem River vanuit Manhattan The Bronx bereikt en het metrostation 161st Street-Yankee Stadium. Daar loopt het traject verder noordwaarts tot Norwood-205th Street. De tunnel heeft drie sporen, de buitenste sporen worden steeds door de metrostellen voor lokale bediening gebruikt, het middenste spoor kan gebruikt worden door metrostellen die expresdiensten uitvoeren.
De tunnel werd in gebruik genomen op 1 juli 1933.